# المنصوري (الصومعة)

تعديل مصدري - تعديل

المنصوري هي إحدى قرى عزلة ال عبيد بمديرية الصومعة التابعة لمحافظة البيضاء، بلغ تعداد سكانها 120 نسمة حسب تعداد اليمن لعام 2004.